# Jugend trainiert für Olympia & Paralympics/Badminton
| Badminton |

Badminton gehört bei Jugend trainiert für Olympia & Paralympics seit 1989 zum Programm. Es werden Mannschaftswettkämpfe in den Wettkampfklassen II (14 bis 17 Jahre) und III (12 bis 15 Jahre) ausgetragen.

## Medaillengewinner WK II
| Disziplin | Gold                                    | Silber                                  | Bronze                                  |
| --------- | --------------------------------------- | --------------------------------------- | --------------------------------------- |
| 1989 1990 | keine Daten                             | keine Daten                             | keine Daten                             |
| 1991      | Burg-Gymnasium Bad Bentheim             | Gymnasium im Schulzentrum Glinde        | Hamburg                                 |
| 1992      | Max-Planck-Gymnasium Schorndorf         | Gymnasium im Schulzentrum Glinde        | Burg-Gymnasium Bad Bentheim             |
| 1993      | keine Daten                             | keine Daten                             | keine Daten                             |
| 1994      | Wichernschule Hamburg                   | Burg-Gymnasium Bad Bentheim             | Domgymnasium Merseburg                  |
| 1995      | Max-Planck-Gymnasium Gelsenkirchen      | Heinrich-Heine-Gymnasium Kaiserslautern | Carl-von-Bach-Gymnasium Stollberg       |
| 1996      | Max-Planck-Gymnasium Gelsenkirchen      |                                         |                                         |
| 1997      |                                         | Max-Planck-Gymnasium Gelsenkirchen      |                                         |
| 1998      |                                         | Max-Planck-Gymnasium Gelsenkirchen      |                                         |
| 1999      | Sportgymnasium GutsMuths Jena           | Erich-Kästner-Schule Wiesbaden          | Max-Planck-Gymnasium Gelsenkirchen      |
| 2000      | Heinrich-Heine-Gymnasium Kaiserslautern | Gymnasium Wellingdorf                   | Sportgymnasium GutsMuths Jena           |
| 2001      | keine Daten                             | keine Daten                             | keine Daten                             |
| 2002      | Gymnasium Bad Königshofen               | Gaußschule Gymnasium am Löwenwall       | Heinrich-Heine-Gymnasium Kaiserslautern |
| 2003      | Gaußschule Gymnasium am Löwenwall       | Sportgymnasium GutsMuths Jena           | Gymnasium Bad Königshofen               |
| 2004      | Heinrich-Böll-Gesamtschule Oberhausen   | Gaußschule Braunschweig                 | Albert-Einstein-Gymnasium Maintal       |
| 2005      | Coubertin-Gymnasium Berlin              | Luisenschule Mülheim an der Ruhr        | Heinrich-Heine-Gymnasium Kaiserslautern |
| 2006      | Coubertin-Gymnasium Berlin              | Geschwister-Prenski-Schule Lübeck       | Gesamtschule Alter Teichweg Hamburg     |
| 2007      | Coubertin-Gymnasium Berlin              | Gesamtschule Alter Teichweg Hamburg     | Sportgymnasium GutsMuths Jena           |
| 2008      | Heinrich-Heine-Gymnasium Kaiserslautern | Gesamtschule Alter Teichweg Hamburg     | Luisenschule Mülheim an der Ruhr        |
| 2009      | Luisenschule Mülheim an der Ruhr        | Schul- und Leistungssportzentrum Berlin | Heinrich-Heine-Gymnasium Kaiserslautern |
| 2010      | Schul- und Leistungssportzentrum Berlin | Heinrich-Heine-Gymnasium Kaiserslautern | Luisenschule Mülheim an der Ruhr        |
| 2011      | Gymnasium am Rotenbühl Saarbrücken      | Heinrich-Heine-Gymnasium Kaiserslautern | Stadtteilschule Alter Teichweg Hamburg  |
| 2012      | Luisenschule Mülheim an der Ruhr        | Bertolt-Brecht-Schule Nürnberg          | Heinrich-Heine-Gymnasium Kaiserslautern |
| 2013      | Gymnasium am Rotenbühl Saarbrücken      | Stadtteilschule Alter Teichweg Hamburg  | Heinrich-Heine-Gymnasium Kaiserslautern |
| 2014      | Bertolt-Brecht-Schule Nürnberg          | Heinrich-Heine-Gymnasium Kaiserslautern | Carl-von-Bach-Gymnasium Stollberg       |
| 2015      | Luisenschule Mülheim an der Ruhr        | Stadtteilschule Alter Teichweg Hamburg  | Heinrich-Heine-Gymnasium Kaiserslautern |
| 2016      | Luisenschule Mülheim an der Ruhr        | Stadtteilschule Alter Teichweg Hamburg  | Heinrich-Heine-Gymnasium Kaiserslautern |
| 2017      | Luisenschule Mülheim an der Ruhr        | Heinrich-Heine-Gymnasium Kaiserslautern | Sportgymnasium GutsMuths Jena           |
| 2018      | Luisenschule Mülheim an der Ruhr        | Stadtteilschule Alter Teichweg Hamburg  | Heinrich-Heine-Gymnasium Kaiserslautern |
| 2019      | Stadtteilschule Alter Teichweg Hamburg  | Luisenschule Mülheim an der Ruhr        | Bertolt-Brecht-Schule Nürnberg          |
| 2020 2021 | nicht ausgetragen                       | nicht ausgetragen                       | nicht ausgetragen                       |
| 2022      | Stadtteilschule Alter Teichweg Hamburg  | Luisenschule Mülheim an der Ruhr        | Main-Taunus-Schule Hofheim              |
| 2023      | Luisenschule Mülheim an der Ruhr        | Sportgymnasium GutsMuths Jena           | Stadtteilschule Alter Teichweg Hamburg  |
| 2024      | Luisenschule Mülheim an der Ruhr        | Schul- und Leistungssportzentrum Berlin | Heinrich-Heine-Gymnasium Kaiserslautern |

## Medaillengewinner WK III
| Disziplin | Gold                                    | Silber                                  | Bronze                                    |
| --------- | --------------------------------------- | --------------------------------------- | ----------------------------------------- |
| 1993      | Max-Planck-Gymnasium Gelsenkirchen      |                                         |                                           |
| 1994      | Max-Planck-Gymnasium Gelsenkirchen      | Goethe-Gymnasium Regensburg             | Gymnasium Glinde                          |
| 1995      | Heinrich-Heine-Gymnasium Kaiserslautern | Gymnasium Spaichingen                   | Max-Planck-Gymnasium Gelsenkirchen        |
| 1996 1998 | keine Daten                             | keine Daten                             | keine Daten                               |
| 1999      | Sportgymnasium GutsMuths Jena           | Gymnasium Bad Königshofen               | Heinrich-Heine-Gymnasium Kaiserslautern   |
| 2000      | Sportgymnasium GutsMuths Jena           | Gymnasium Bad Königshofen               | Gymnasium Spaichingen                     |
| 2001      |                                         | Heinrich-Heine-Gymnasium Kaiserslautern |                                           |
| 2002      | Heinrich-Heine-Gymnasium Kaiserslautern | Heinrich-Böll-Gesamtschule Oberhausen   | Sportgymnasium GutsMuths Jena             |
| 2003      | Heinrich-Heine-Gymnasium Kaiserslautern | Heinrich-Böll-Gesamtschule Oberhausen   | Heinrich-Heine-Gymnasium Wolfen           |
| 2004      | Heinrich-Heine-Gymnasium Kaiserslautern | Sportgymnasium GutsMuths Jena           | Märkisches Gymnasium Hamm                 |
| 2005      | Heinrich-Heine-Gymnasium Kaiserslautern | Josef-Albers-Gymnasium Bottrop          | Sportgymnasium GutsMuths Jena             |
| 2006      | Heinrich-Heine-Gymnasium Kaiserslautern | Otto-Hahn-Gymnasium Bensberg            | Sportgymnasium GutsMuths Jena             |
| 2007      | Heinrich-Heine-Gymnasium Kaiserslautern | Sportgymnasium GutsMuths Jena           | Gymnasium Wolfen-Stadt                    |
| 2008      | Schul- und Leistungssportzentrum Berlin | Heinrich-Heine-Gymnasium Kaiserslautern | Georg-Büchner-Gymnasium Bad Vilbel        |
| 2009      | Heinrich-Heine-Gymnasium Kaiserslautern | Gesamtschule Alter Teichweg Hamburg     | Johann-Michael-Sailer-Gymnasium Dillingen |
| 2010      | Integrierte Gesamtschule Neumünster     | Gymnasium am Rotenbühl Saarbrücken      | Heinrich-Heine-Gymnasium Kaiserslautern   |
| 2011      | Stadtteilschule Alter Teichweg Hamburg  | Dr.-Frank-Gymnasium Staßfurt            | St.-Antonius-Gymnasium Lüdinghausen       |
| 2012      | Carl-von-Bach-Gymnasium Stollberg       | St.-Antonius-Gymnasium Lüdinghausen     | Heinrich-Heine-Gymnasium Kaiserslautern   |
| 2013      | Stadtteilschule Alter Teichweg Hamburg  | Heinrich-Heine-Gymnasium Kaiserslautern | Schul- und Leistungssportzentrum Berlin   |
| 2014      | Stadtteilschule Alter Teichweg Hamburg  | Gymnasium Geretsried                    | Heinrich-Heine-Gymnasium Kaiserslautern   |
| 2015      | Sportgymnasium GutsMuths Jena           | Luisenschule Mülheim an der Ruhr        | Stadtteilschule Alter Teichweg Hamburg    |
| 2016      | Stadtteilschule Alter Teichweg Hamburg  | Sportgymnasium GutsMuths Jena           | Luisenschule Mülheim an der Ruhr          |
| 2017      | Stadtteilschule Alter Teichweg Hamburg  | Heinrich-Heine-Gymnasium Kaiserslautern | Luisenschule Mülheim an der Ruhr          |
| 2018      | Luisenschule Mülheim an der Ruhr        | Stadtteilschule Alter Teichweg Hamburg  | Sportgymnasium GutsMuths Jena             |
| 2019      | Luisenschule Mülheim an der Ruhr        | Stadtteilschule Alter Teichweg Hamburg  | Sportgymnasium GutsMuths Jena             |
| 2020 2021 | nicht ausgetragen                       | nicht ausgetragen                       | nicht ausgetragen                         |
| 2022      | Luisenschule Mülheim an der Ruhr        | Heinrich-Heine-Gymnasium Kaiserslautern | Stadtteilschule Alter Teichweg Hamburg    |
| 2023      | Luisenschule Mülheim an der Ruhr        | Main-Taunus-Schule                      | Stadtteilschule Alter Teichweg Hamburg    |
| 2024      | Main-Taunus-Schule                      | Stadtteilschule Alter Teichweg Hamburg  | Bertolt-Brecht-Schule Nürnberg            |